# Eén+
Eén+ was een digitaal televisieaanbod van de VRT dat complementair was aan de moederzender Eén.

## Geschiedenis
Op 22 mei 2008 werd Eén+ gelanceerd met de uitzending van de tweede halve finale van het Eurovisiesongfestival 2008. Vanaf 14 december 2009 werd deze ook uitgezonden via DVB-T.
Op 1 mei 2012 stopte Eén+, samen met Ketnet+ en Canvas+. Dit omdat Ketnet vanaf die dag een eigen kanaal kreeg en de plus-zenders dan niet meer nodig werden geacht.
Op 4 januari 2015 maakte Eén+ zijn terugkeer op de Vlaamse televisie. Sinds het begin van het jaar stopte OP12 met uitzenden en worden uitzendingen met audiodescriptie uitgezonden op die plaats. Daarmee was Eén+ nu ook analoog te ontvangen.
Later werden de uitzendingen op het extra kanaal onder de noemer van de hoofdzender uitgezonden, zonder +.

## Uitzendingen
- Villa Politica
- Sporza (o.a. Olympische Zomerspelen 2008)
- tweede halve finale van het Eurovisiesongfestival 2008
- Music For Life 2008 / 2009 / 2010 / 2011

Geschiedenis van de Vlaamse televisie